# Volodymyr Pulnikov
Volodymyr Pulnikov (in ucraino Володимир Пулніков?; Charkiv, 6 giugno 1965) è un ex ciclista su strada ucraino.
Professionista dal 1989 al 1998, conta tre vittorie di tappa al Giro d'Italia.

## Carriera
Atleta di buon livello seppe mettersi in luce soprattutto in terra italiana sia in brevi corse a tappe come la Settimana Ciclistica Bergamasca sia nel ben più importante Giro d'Italia, dove fu miglior giovane per due anni consecutivi (1989 e 1990) e dove si impose in tre tappe.
Altri piazzamenti furono i due secondi posti alla Corsa della Pace nel 1986 e nel 1989, il terzo al Giro del Lazio nel 1992 e al Giro di Toscana nel 1997. Fu poi secondo al Tour de Suisse nel 1994 e al Giro del Belgio nel 1990.

## Palmarès
- 1985

7ª tappa Grand Prix Tell
- 1986

5ª tappa, 2ª semitappa Settimana Ciclistica Lombarda (Selvino, cronometro)
- 1987

4ª tappa Settimana Ciclistica Bergamasca (Brescia)
5ª tappa Settimana Ciclistica Bergamasca (Leffe)
Classifica generale Settimana Ciclistica Bergamasca
- 1988

Trofeo Salvatore Morucci
12ª tappa Tour de la Communauté Européenne (cronometro)
- 1989 (Alfa Lum, una vittoria)

5ª tappa Settimana Ciclistica Bergamasca (Brescia)
- 1990 (Alfa Lum, una vittoria)

8ª tappa Giro d'Italia (La Spezia > Langhirano)
- 1991 (Carrera Jeans, una vittoria)

5ª tappa Giro d'Italia (Scanno > Rieti)
- 1992 (Carrera Jeans, quattro vittorie)

4ª tappa Vuelta al País Vasco (Abadiño)
1ª prova Gran Premio Sanson
Campionati ucraini, Prova in linea
4ª tappa Classico RCN
- 1994 (Carrera Jeans, due vittorie)

20ª tappa Giro d'Italia (Cuneo > Les Deux Alpes)
Giro del Friuli
- 1996 (TVM, una vittoria)

Campionati ucraini, Prova in linea

### Altri successi
- 1989 (Alfa Lum)

Classifica giovani Giro d'Italia
- 1990 (Alfa Lum)

Classifica giovani Giro d'Italia

## Piazzamenti

### Grandi giri
- Giro d'Italia

1989: 11º
1990: 4º
1991: 11º
1993: 7º
1994: 11º
1995: 14º
1996: 16º
- Tour de France

1991: 88º
1993: 10º
1994: 10º
1995: 25º
1996: ritirato
- Vuelta a España

1989: 31º
1991: 66º
1992: 44º

### Classiche
- Liegi-Bastogne-Liegi

1996: 47º

### Competizioni mondiali
- Campionati del mondo

Chambéry 1989 - In linea: ritirato
Utsunomiya 1990 - In linea: ritirato
Agrigento 1994 - In linea: ritirato
San Sebastián 1997 - In linea: ritirato
San Sebastián 1997 - Cronometro: 21º
- Giochi olimpici

Atlanta 1996 - In linea: ritirato